# Bataille des Irois (1796)
Pour les articles homonymes, voir Bataille des Irois.
Révolution haïtienne
Batailles
Insurrections (1791-1793)
- Bois-Caïman
- Croix-des-Bouquets
- Morne Pelé
- 1re La Tannerie
- Port-au-Prince
- Le Cap-français

Interventions espagnoles et britanniques (1793-1798)
- 2e La Tannerie
- Marmelade
- Saint-Michel-de-l'Attalaye
- Ennery
- 3e La Tannerie
- Fort-Dauphin
- 1re Tiburon
- L'Acul
- La Bombarde
- 2e Tiburon
- Les Gonaïves
- Port-Républicain
- 1re Dondon
- Massacre de Fort-Dauphin
- Saint-Marc
- Léogane
- Saint-Raphaël
- Trutier
- 3e Tiburon
- 1re Verrettes
- Grande-Rivière
- Mirebalais
- Las Cahobas
- 2e Verrettes
- Petite-Rivière
- 2e Dondon
- 1re Les Irois
- Jean-Rabel
- 2e Les Irois

Guerre des couteaux (1799-1800)
- Jacmel

Expédition de Saint-Domingue (1802-1803)
- La Ravine-à-Couleuvres
- Kellola
- Plaisance
- La Crête à Pierrot
- Noyades du Cap-Français
- Port-au-Prince
- Vertières
- Massacres de 1804 en Haïti

La bataille des Irois se déroula pendant la révolution haïtienne.

## La bataille
Le général André Rigaud reçoit l'ordre de la délégation d'attaquer le fort des Irois, occupé par 2 000 hommes commandés par le général Bowyer. 
L'armée républicaine, forte de 1 200 homme selon Ardouin et 2 000 selon Thomas Madiou, campe à l'habitation Laroc, située au bord de la mer. Mais pendant la nuit, les Républicains sont surpris par une frégate anglaise, celle-ci canonne le camp pendant trois heures, infligeant quelques pertes. Les Républicains se replient et le lendemain arrive face au fort des Irois, situé au sommet d'une falaise auquel seul un sentier très étroit permet d'accéder. 300 grenadiers équipés d'échelles lancent la première attaque, arrivent au pied des remparts sans tirer un coup de fusil, puis dressent leurs échelles. Mais les Anglais déversent sur eux de l'eau bouillante, du plomb fondu et des pierres. Pendant ce temps le gros de l'armée reste déployé sur la pleine en contrebas, où elle est néanmoins atteinte par quelques boulets. La plupart des grenadiers étant hors-combat, le général Rigaud ordonne la retraite qui se transforme en déroute, les hussards anglais font une sortie et taillent en pièces les fuyards sur la plaine, plusieurs sont repoussés sur la mer. Le sol mouvant de la plaine ralentit cependant la cavalerie et permet aux Républicains de s'échapper et de replier sur Tiburon. Le général Bowyer a été grièvement blessé au combat, ainsi que le chevalier de Sevré, touché mortellement. Selon les sources anglaises, les Républicains ont perdu 1 000 hommes, tués ou blessés.